# Barrick Mining Corporation
Barrick Mining Corporation ist mit einer Jahresförderung von über 7 Mio. Unzen bzw. etwa 200 t Gold das größte Goldbergbauunternehmen der Welt. Der Hauptsitz befindet sich in Toronto; das Unternehmen ist im Aktienindex S&P/TSX 60 an der Toronto Stock Exchange unter dem Kürzel ABX und an der New York Stock Exchange unter dem Kürzel B gelistet. Im wichtigsten Branchen-Index, dem  NYSE Arca Gold BUGS Index stellt es die größte Position dar.

## Geschichte
Das Unternehmen wurde 1978 von Peter Munk (1927–2018) als Barrick Petroleum gegründet und ging 1983 als Barrick Gold an die Börse. Am 20. Januar 2006 erwarb Barrick Gold die Mehrheit der Anteile am kanadischen Konkurrenten Placer Dome. Damit überholte Barrick Gold den US-amerikanischen Konkurrenten Newmont Mining Corporation und setzte sich an die Spitze der Goldproduzenten. Neben Gold fördert das Unternehmen auch Silber und Kupfer.
Im Mai 2025 änderte das Unternehmen seinen Namen von Barrick Gold auf Barrick Mining.
Das Unternehmen ist Mitglied im World Gold Council.

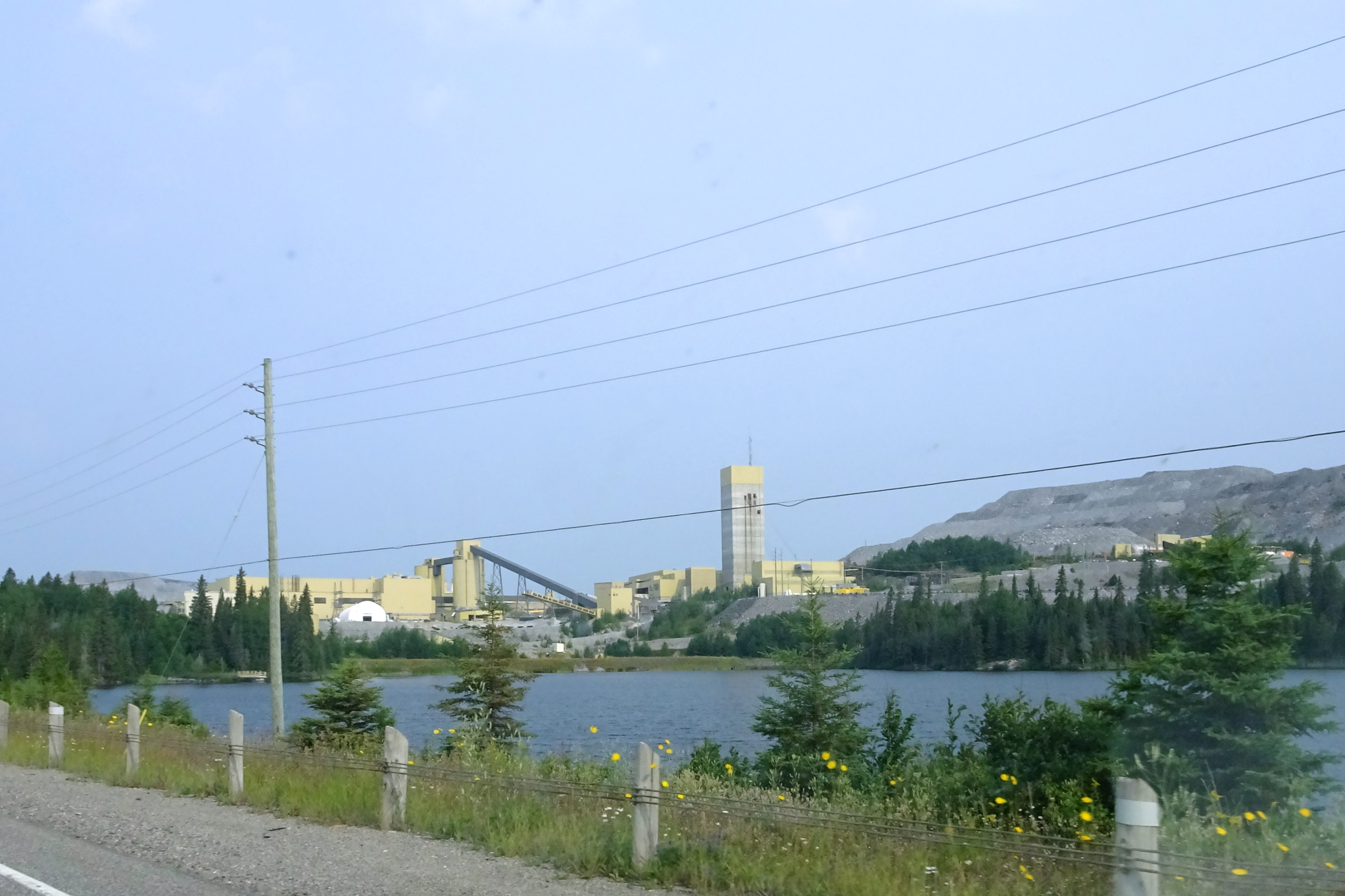
Hemlo, Kanada

## Bergwerke
| Bergwerk                                                                          | Land                    | Anteil von Barrick | Goldförderung 2010 in kg |
| --------------------------------------------------------------------------------- | ----------------------- | ------------------ | ------------------------ |
| Bald Mountain, Nevada                                                             | Vereinigte Staaten      | 100 %              | 1673                     |
| Bulyanhulu                                                                        | Tansania                | 100 %              |                          |
| Buzwagi                                                                           | Tansania                | 100 %              |                          |
| Cortez, Nevada                                                                    | Vereinigte Staaten      | 100 %              | 32.328                   |
| Cowal-Goldmine, New South Wales                                                   | Australien              | 100 %              | 8450                     |
| Golden Sunlight, Montana                                                          | Vereinigte Staaten      | 100 %              | 0                        |
| Goldstrike, Carlin-Diskordanz, Nevada                                             | Vereinigte Staaten      | 100 %              |                          |
| Hemlo, Ontario                                                                    | Kanada                  | 100 %              | 6860                     |
| Kanowna-Belle-Goldmine, Western Australia                                         | Australien              | 100 %              | 7115                     |
| Lagunas Norte (Alto Chicama)                                                      | Peru                    |                    |                          |
| Marigold                                                                          | Vereinigte Staaten      | 33 %               | 1300                     |
| North Mara                                                                        | Tansania                | 100 %              |                          |
| Pascua-Lama                                                                       | Argentinien, Chile      | 100 %              |                          |
| Pierina, Ancash                                                                   | Peru                    | 100 %              | 5415                     |
| Plutonic-Goldmine, Western Australia                                              | Australien              | 100 %              | 3855                     |
| Porgera-Goldmine                                                                  | Papua-Neuguinea         | 95 %               | 14.713                   |
| Pueblo Viejo                                                                      | Dominikanische Republik | 60 %               |                          |
| Round Mountain, Nevada                                                            | Vereinigte Staaten      | 50 %               | 5406                     |
| Ruby Hill                                                                         | Vereinigte Staaten      | 100 %              | 2300                     |
| Super-Pit-Goldmine                                                                | Australien              | 50 %               | 11.170                   |
| Turquoise Ridge, Nevada                                                           | Vereinigte Staaten      | 75 %               | 3515                     |
| Tulawaka, Kagera (Region)                                                         | Tansania                | 70 %               |                          |
| Veladero, Provinz San Juan                                                        | Argentinien             | 100 %              | 31.715                   |
| Yilgarn South: Darlot-Centenary-Goldmine, Lawlers-Goldmine, Granny-Smith-Goldmine | Australien              | 100 %              | 8900                     |
| Lumwana (Kupferbergwerk)                                                          | Sambia                  |                    |                          |
| Jebel Sayid (Kupferbergwerk)                                                      | Saudi-Arabien           |                    |                          |
| Insgesamt                                                                         | Insgesamt               | Insgesamt          | etwa 200.000             |

## Projekte und Kritik
In Chile wurde 2013 ein Projekt der Barrick Gold wegen massiver Umweltprobleme gestoppt. Der Konzern musste 16,4 Millionen Dollar Strafe zahlen.
Barrick Gold erschließt zusammen mit NovaGold, einer Bergbaugesellschaft aus Vancouver, British Columbia, ein Goldbergwerk am Donlin Creek im Südwesten Alaskas. 2018 wurden dazu Umweltverträglichkeitsprüfungen (Environmental Impact Statement) durchgeführt, eine der Voraussetzungen für die noch ausstehende behördliche Betriebserlaubnis.
Für eine Vergrößerung der von Barrick Gold betriebenen North Mara Goldmine in Tansania 2023 wurden 5’000 indigene Kuria mit Gewalt vertrieben. Davon profitiert hat unter anderen die Schweizer Goldraffinerie MKS Pamp, die seit Jahren Gold aus der Mine verarbeitet.